# Leegaardiella
Famille
Genre
Leegaardiella, unique représentant de la famille des Leegaardiellidae, est un genre de Ciliés de la classe des Oligotrichea et de l’ordre des Choreotrichida.

## Étymologie
Le nom Leegaardiella est donné en hommage à Caroline Leegaard (d) (1885-1967), botaniste norvégienne qui étudia les ciliés planctoniques marins dans les années 1915.

## Description
Le genre Leegaardiella se présente comme : 

« une cellule sub-phérique de 15 à 30 µm de long et 20 à 30 µm de diamètre ; une cavité buccale grande et concave, englobe presque toute la région antérieure et est généralement considérée comme une zone claire dans le matériau fixé au Lugol ; on compte 18 à 19 EPks et 3 à 4 IPk. Les EPks sont divisés en deux segments inégaux, dont le mode de ciliation est différent.
(On observe) un macronoyau, sphéroïde, près de l'IPZ, une cinétie somatique qui décrit une large forme en C. »

## Habitat et répartition
Le genre Leegaardiella est largement répandu dans toutes les eaux marines et saumâtres mondiales.

## Liste des espèces
Selon le World Register of Marine Species (12 novembre 2023) et GBIF (12 novembre 2023) :
- Leegaardiella elbraechteri Petz, Song & Wilbert, 1995
- Leegaardiella ovalis Lynn & Montagnes, 1988
- Leegaardiella sol Lynn & Montagnes, 1988

## Systématique
Le genre, sa famille et les espèces Leegaardiella ovalis et Leegaardiella sol ont été décrits en 1988 par les biologistes Denis Heward Lynn (d) et David J. S. Montagnes (d).

## Publication originale
- (en) D. H. Lynn et D. J. S. Montagnes, « Taxonomic Descriptions of Some Conspicuous Species of Strobilidiine Ciliates (Ciliophora: Choreotrichida) from the Isles of Shoals, Gulf of Maine », Journal of the Marine Biological Association of the United Kingdom, Cambridge, Cambridge University Press, vol. 68, no 4,‎ novembre 1988, p. 639-658 (ISSN 0025-3154 et 1469-7769, OCLC 1756690, DOI 10.1017/S0025315400028770).